# Semiothisa signata
Semiothisa signata är en fjärilsart som beskrevs av Barend J. Lempke 1970. Semiothisa signata ingår i släktet Semiothisa och familjen mätare. Inga underarter finns listade i Catalogue of Life.